# Sotonići
Sotonići (cyr. Сотонићи) – wieś w Czarnogórze, w gminie Bar. W 2011 roku liczyła 93 mieszkańców.